# Roxita fletcheri
Roxita fletcheri là một loài bướm đêm trong họ Crambidae.